# Courcelles-de-Touraine
Pour les articles homonymes, voir Courcelles.
Courcelles-de-Touraine est une commune française située dans le département d'Indre-et-Loire en région Centre-Val de Loire.

## Géographie

### Localisation
Courcelles-de-Touraine est située au nord-ouest du département. Courcelles de Touraine est situé au centre du canton de Château-la-Vallière. Le territoire communal est principalement constitué de landes et de forêts.
| Saint-Laurent-de-Lin | Château-la-Vallière   | Souvigné       |
| Channay-sur-Lathan   | Coucelles-de-Touraine |                |
|                      | Savigné-sur-Lathan    | Cléré-les-Pins |

### Relief et géologie
Elle se situe géographiquement à une altitude de 90 mètres environ.

### Hydrographie

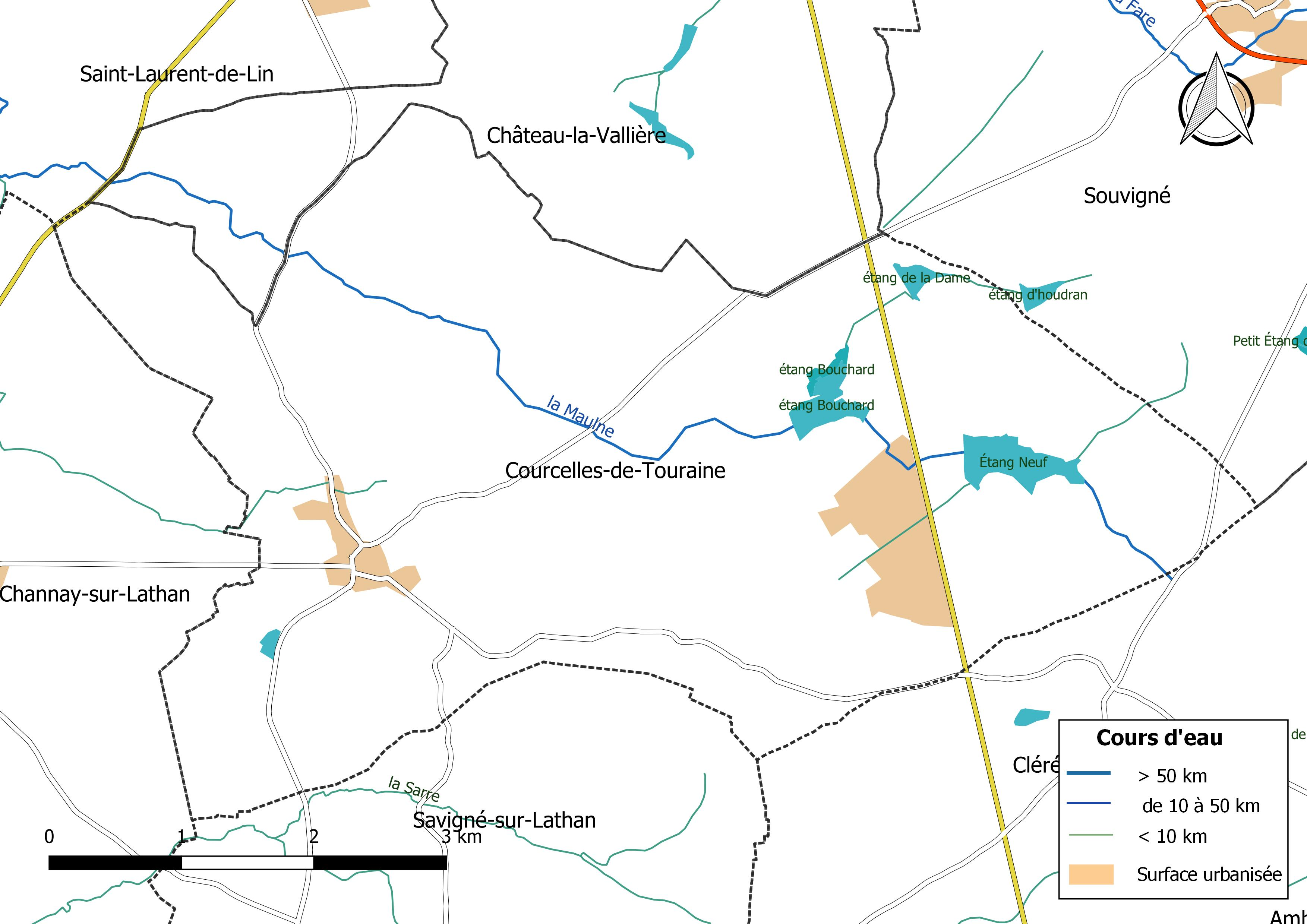
Réseau hydrographique de Courcelles-de-Touraine.

Le réseau hydrographique communal, d'une longueur totale de 13,96 km, comprend un cours d'eau notable, la Maulne (8,206 km), et quatre petits cours d'eau pour certains temporaires,.
La Maulne, d'une longueur totale de 28,7 km, prend sa source au nord-est du territoire communal et se jette  dans le Loir à La Chapelle-aux-Choux, après avoir traversé 10 communes. Sur le plan piscicole, la Maulne est classée en première catégorie piscicole. Le groupe biologique dominant est constitué essentiellement de salmonidés (truite, omble chevalier, ombre commun, huchon).
Quatre zones humides ont été répertoriées sur la commune par la direction départementale des territoires (DDT) et le conseil départemental d'Indre-et-Loire : « l'étang Boudon », « l'étang Neuf au Fourneau », « l'étang Bouchard » et « l'étang de la Dame »,.
L'étang Bouchard, d'une superficie de 28 ha, constitue une ZNIEFF. Il est situé sur la lisière Ouest d’un massif forestier dans un contexte semi-bocager. Il est toutefois entouré de bois et à l’écart des routes et des zones habitées. Des communautés de plantes amphibies sont en bon état, ce qui est devenu assez rare, car les étangs à vocation cynégétique sont souvent maintenus à haut niveau et cette végétation ne s’exprime plus dans ce cas. Sur le plan faunistique on notera la nidification très probable du héron pourpré.

### Climat
Pour des articles plus généraux, voir Climat du Centre-Val de Loire et Climat d'Indre-et-Loire.
En 2010, le climat de la commune est de type climat océanique altéré, selon une étude du Centre national de la recherche scientifique s'appuyant sur une série de données couvrant la période 1971-2000. En 2020, Météo-France publie une typologie des climats de la France métropolitaine dans laquelle la commune est exposée à un climat océanique et est dans la région climatique Moyenne vallée de la Loire, caractérisée par une bonne insolation (1 850 h/an) et un été peu pluvieux.
Pour la période 1971-2000, la température annuelle moyenne est de 11,2 °C, avec une amplitude thermique annuelle de 14,7 °C. Le cumul annuel moyen de précipitations est de 707 mm, avec 11,7 jours de précipitations en janvier et 6,9 jours en juillet. Pour la période 1991-2020, la température moyenne annuelle observée sur la station météorologique de Météo-France la plus proche, sur la commune de Channay-sur-Lathan à trois km à vol d'oiseau, est de 12,1 °C et le cumul annuel moyen de précipitations est de 708,7 mm,. Pour l'avenir, les paramètres climatiques de la commune estimés pour 2050 selon différents scénarios d'émission de gaz à effet de serre sont consultables sur un site dédié publié par Météo-France en novembre 2022.

## Urbanisme

### Typologie
Au 1er janvier 2024, Courcelles-de-Touraine est catégorisée commune rurale à habitat dispersé, selon la nouvelle grille communale de densité à sept niveaux définie par l'Insee en 2022.
Elle est située hors unité urbaine. Par ailleurs la commune fait partie de l'aire d'attraction de Tours, dont elle est une commune de la couronne,. Cette aire, qui regroupe 162 communes, est catégorisée dans les aires de 200 000 à moins de 700 000 habitants,.

### Occupation des sols
L'occupation des sols de la commune, telle qu'elle ressort de la base de données européenne d’occupation biophysique des sols Corine Land Cover (CLC), est marquée par l'importance des territoires agricoles (64,8 % en 2018), en diminution par rapport à 1990 (66,7 %). La répartition détaillée en 2018 est la suivante : 
prairies (33,4 %), forêts (28,9 %), terres arables (23,5 %), zones agricoles hétérogènes (7,9 %), espaces verts artificialisés, non agricoles (2,8 %), eaux continentales (2,1 %), zones urbanisées (1,3 %). L'évolution de l’occupation des sols de la commune et de ses infrastructures peut être observée sur les différentes représentations cartographiques du territoire : la carte de Cassini (XVIIIe siècle), la carte d'état-major (1820-1866) et les cartes ou photos aériennes de l'IGN pour la période actuelle (1950 à aujourd'hui).

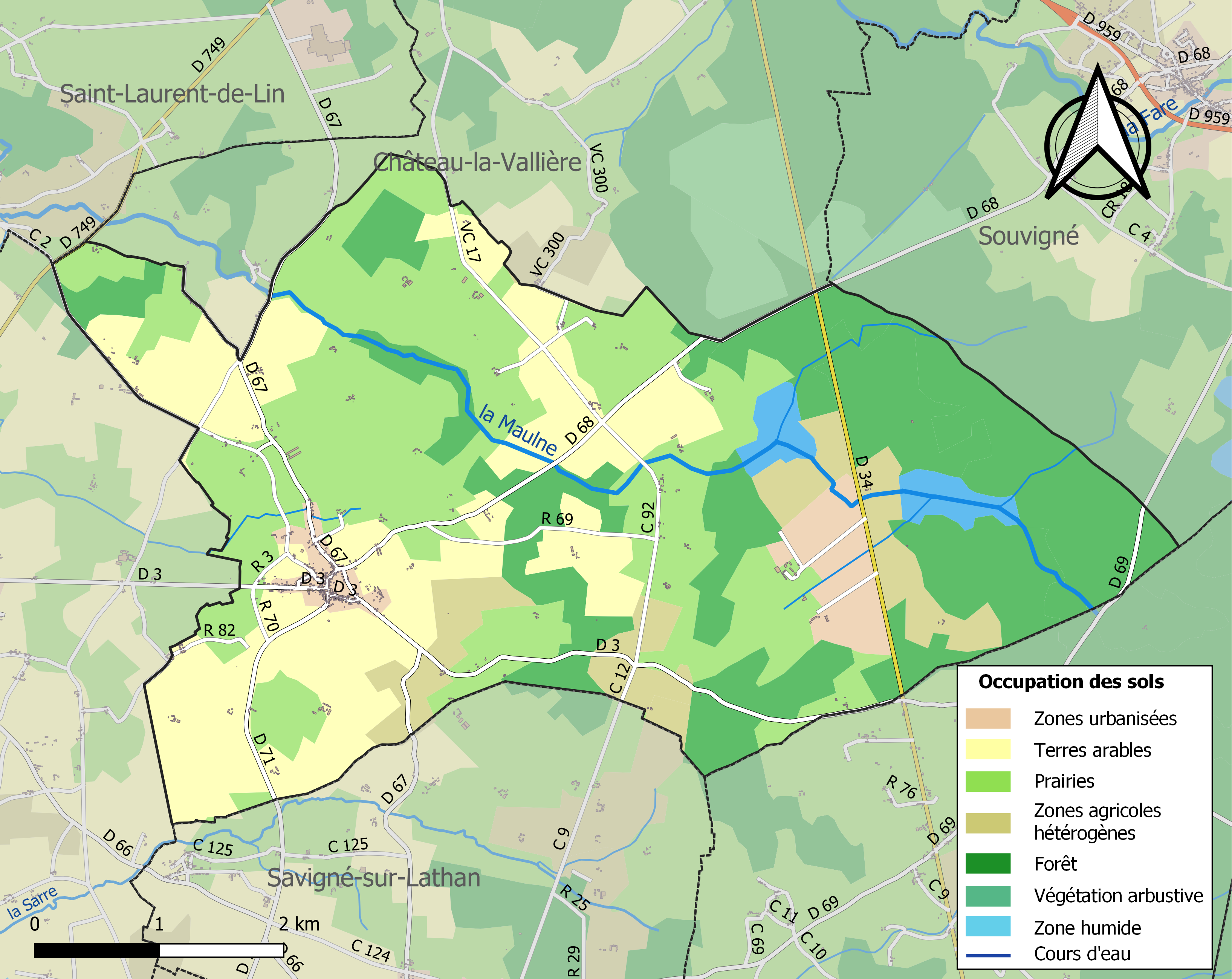
Carte des infrastructures et de l'occupation des sols de la commune en 2018 (CLC).

### Toponymie
Du latin corticella (diminutif de cortem, « domaine ») qui désigne ordinairement la fraction démembrée d’un domaine.

### Risques majeurs
Le territoire de la commune de Courcelles-de-Touraine est vulnérable à différents aléas naturels : météorologiques (tempête, orage, neige, grand froid, canicule ou sécheresse), feux de forêts et séisme (sismicité faible). Un site publié par le BRGM permet d'évaluer simplement et rapidement les risques d'un bien localisé soit par son adresse soit par le numéro de sa parcelle.
Pour anticiper une remontée des risques de feux de forêt et de végétation vers le nord de la France en lien avec le dérèglement climatique, les services de l’État en région Centre-Val de Loire (DREAL, DRAAF, DDT) avec les SDIS ont réalisé en 2021 un atlas régional du risque de feux de forêt, permettant d’améliorer la connaissance sur les massifs les plus exposés. La commune, étant pour partie dans le massif de Bourgueil, est classée au niveau de risque 1, sur une échelle qui en comporte quatre (1 étant le niveau maximal).

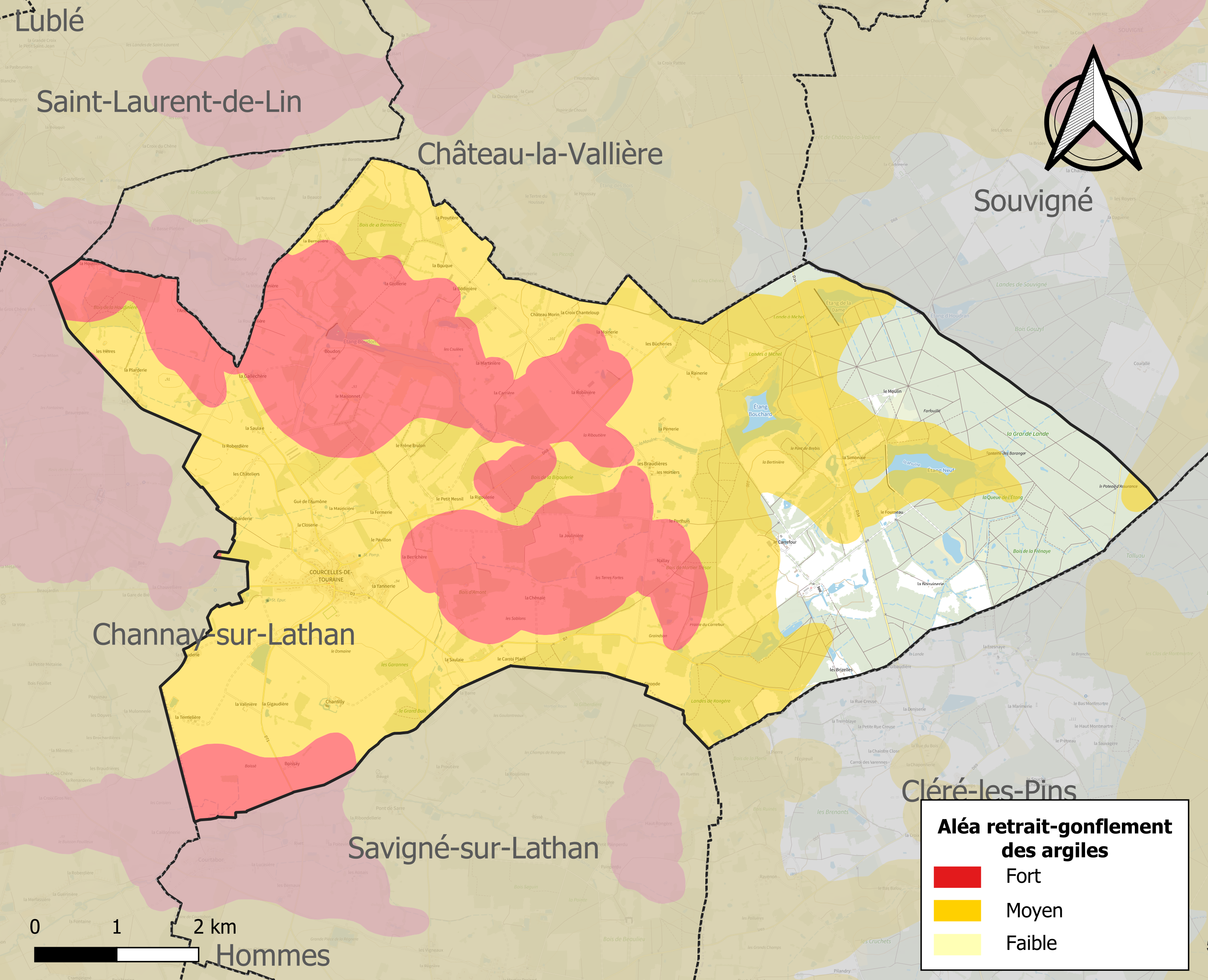
Carte des zones d'aléa retrait-gonflement des sols argileux de Courcelles-de-Touraine.

Le retrait-gonflement des sols argileux est susceptible d'engendrer des dommages importants aux bâtiments en cas d’alternance de périodes de sécheresse et de pluie. 82,8 % de la superficie communale est en aléa moyen ou fort (90,2 % au niveau départemental et 48,5 % au niveau national). Sur les 235 bâtiments dénombrés sur la commune en 2019, 232 sont en aléa moyen ou fort, soit 99 %, à comparer aux 91 % au niveau départemental et 54 % au niveau national. Une cartographie de l'exposition du territoire national au retrait gonflement des sols argileux est disponible sur le site du BRGM,.
Concernant les mouvements de terrains, la commune a été reconnue en état de catastrophe naturelle au titre des dommages causés par des mouvements de terrain en 1999.

## Histoire
Au Ve siècle, Courcelles marque la pointe de l'invasion des Burgondes.
La paroisse de Curcellae est mentionnée au XIe siècle.
Au Moyen Âge, la paroisse dépendait de la sénéchaussée angevine de Baugé.
La châtellenie de Courcelles relevait au Moyen Age de St-Calais, puis plus tard du chef-lieu du duché-pairie (1667) de Chasteaux-en-Anjou, devenu sous le roi Louis XIV, Château-la-Vallière.
Anciennement, les seigneurs châtelains ont-ils été les mêmes que ceux de Chasteaux en Anjou, Vaujours et St-Christophe (donc les d'Alluyes du Perche-Gouët, puis leurs descendants les Rotrou de Montfort et les Parthenay ; puis, par acquisition, les Trousseau de Véretz puis leurs descendants les Bueil), comme semble le croire Carré de Busserolle ? Ou bien les Bueil ne l'ont-ils eu qu'à partir de l'amiral Jean V de Bueil, doté de Courcelles par le duc Pierre II de Bretagne le 25 juillet 1455, comme le dit aussi, et paradoxalement, le même Carré de Busserolle ? Il semble bien que le Courcelles anciennement détenu par les maîtres de Chasteaux soit en fait Courcillon (cf.) et que notre Courcelles ne leur soit, éventuellement, parvenu qu'à partir de l'amiral Jean V. En tout cas, le 20 février 1673, Courcelles est réuni au duché de La Vallière.
Marie-Antoinette aurait eu, dit-on, des rendez-vous secrets avec le comte de Fersen au château de Chantilly [réf. nécessaire].
En 1920, afin de ne point être confondue avec 37 autres communes françaises ayant également le nom de Courcelles, la commune prend le nom de Courcelles de Touraine pour identifier sa localisation dans le département d'Indre-et-Loire sans pour autant oublier son passé angevin, car elle est située dans la Touraine angevine, partie de l'Anjou rattachée au département d'Indre-et-Loire.
Le 25 juin 2000, l'association des Courcelles de France organise le record de la table la plus longue du monde dans la commune, réunissant ainsi environ 7200 personnes.

## Politique et administration

### Administration municipale
| Période                                  | Période   | Identité         | Étiquette | Qualité               |
| ---------------------------------------- | --------- | ---------------- | --------- | --------------------- |
| ????                                     | mars 1995 | James Fresneau   |           |                       |
| mars 1995                                | mars 2014 | Dominique Flabot | SE        | Maire                 |
| mars 2014                                | En cours  | Philippe Adet    | SE        | Fonctionnaire - Maire |
| Les données manquantes sont à compléter. |           |                  |           |                       |

### Tendances politiques et résultats
| Scrutin             | Scrutin             | 1er tour | 1er tour | 1er tour | 1er tour | 1er tour  | 1er tour | 1er tour | 1er tour  | 1er tour | 1er tour | 1er tour | 1er tour | 2d tour | 2d tour | 2d tour | 2d tour | 2d tour | 2d tour |
| Scrutin             | Scrutin             | 1er      | 1er      | %        | 2e       | 2e        | %        | 3e       | 3e        | %        | 4e       | 4e       | %        | 1er     | 1er     | %       | 2e      | 2e      | %       |
| ------------------- | ------------------- | -------- | -------- | -------- | -------- | --------- | -------- | -------- | --------- | -------- | -------- | -------- | -------- | ------- | ------- | ------- | ------- | ------- | ------- |
| Présidentielle 2017 | Présidentielle 2017 |          | FN       | 37,45    |          | LR        | 18,55    |          | LFI       | 16,36    |          | EM       | 15,27    |         | FN      | 60,26   |         | EM      | 39,74   |
| Présidentielle 2022 | Présidentielle 2022 |          | RN       | 39,71    |          | LFI       | 20,58    |          | LREM      | 19,86    |          | REC      | 7,22     |         | RN      | 63,71   |         | LREM    | 36,29   |
| Législatives 2022   | 5e                  |          | RN       | 32,94    |          | PCF-Nupes | 19,41    |          | MoDem-Ens | 17,65    |          | LR       | 9,41     |         | RN      | 51,80   |         | MoDem   | 48,20   |
| Législatives 2024   | 5e                  |          | RN       | 51,93    |          | PCF-NFP   | 23,18    |          | MoDem-Ens | 15,02    |          | LR       | 6,44     |         | RN      | 58,56   |         | MoDem   | 41,44   |

## Population et société

### Évolution démographique
L'évolution du nombre d'habitants est connue à travers les recensements de la population effectués dans la commune depuis 1793. Pour les communes de moins de 10 000 habitants, une enquête de recensement portant sur toute la population est réalisée tous les cinq ans, les populations de référence des années intermédiaires étant quant à elles estimées par interpolation ou extrapolation. Pour la commune, le premier recensement exhaustif entrant dans le cadre du nouveau dispositif a été réalisé en 2006.

En 2022, la commune comptait 480 habitants, en évolution de −2,83 % par rapport à 2016 (Indre-et-Loire : +1,67 %, France hors Mayotte : +2,11 %).
| 1793 | 1800 | 1806 | 1821 | 1831 | 1836 | 1841 | 1846 | 1851 |
| ---- | ---- | ---- | ---- | ---- | ---- | ---- | ---- | ---- |
| 638  | 653  | 689  | 690  | 704  | 711  | 651  | 634  | 589  |

| 1856 | 1861 | 1866 | 1872 | 1876 | 1881 | 1886 | 1891 | 1896 |
| ---- | ---- | ---- | ---- | ---- | ---- | ---- | ---- | ---- |
| 623  | 630  | 671  | 668  | 659  | 678  | 680  | 672  | 663  |

| 1901 | 1906 | 1911 | 1921 | 1926 | 1931 | 1936 | 1946 | 1954 |
| ---- | ---- | ---- | ---- | ---- | ---- | ---- | ---- | ---- |
| 653  | 614  | 637  | 551  | 549  | 546  | 568  | 484  | 480  |

| 1962 | 1968 | 1975 | 1982 | 1990 | 1999 | 2006 | 2011 | 2016 |
| ---- | ---- | ---- | ---- | ---- | ---- | ---- | ---- | ---- |
| 484  | 444  | 374  | 360  | 298  | 325  | 393  | 502  | 494  |

| 2021 | 2022 | - | - | - | - | - | - | - |
| ---- | ---- | - | - | - | - | - | - | - |
| 485  | 480  | - | - | - | - | - | - | - |

### Enseignement
Courcelles-de-Touraine se situe dans l'Académie d'Orléans-Tours (Zone B) et dans la circonscription de Saint-Cyr-sur-Loire.
La commune compte une école élémentaire publique.

## Économie
Les principales ressources économiques sont l'agriculture (tabac, céréales et élevage bovin) ainsi que le secteur tertiaire avec le tourisme, le golf hôtel des Sept Tours ayant une réputation internationale, mais aussi le développement du tourisme vert avec la présence de gîtes ruraux.

## Culture locale et patrimoine

### Lieux et monuments
- L'église Saint-Barthélémy (XIe siècle) restaurée au XVe siècle, avec ses meurtrières, ses fenêtres flamboyantes, la sacristie aménagée dans l'ancienne chapelle seigneuriale.
- Le château du Vivier des Landes (XVe siècle), transformé en hôtel-golf-restaurant et ouvert au public depuis 1991. Il a été reconstruit en 1815 avec les pierres du château de Vaujours à Château-la-Vallière.
- Le manoir de la Tannerie (XVe siècle), remarquable par sa tourelle d'escalier orthogonale et sa cheminée au premier étage.
- Le château de Chantilly (XVIe - XVIIe siècle), classé monument historique.

### Personnalités liées à la commune
- Jacques Loysel, sculpteur.

### Héraldique
| Blason de Courcelles-de-Touraine | Blason  | Burelé d'argent et de sable; sur le tout d'or à trois croisettes d'azur. |
| Blason de Courcelles-de-Touraine | Détails | Le statut officiel du blason reste à déterminer.                         |